# Ninh Lăng
Ninh Lăng (chữ Hán giản thể: 宁陵县, Hán Việt: Ninh Lăng huyện) là một huyện thuộc địa cấp thị Thương Khâu, tỉnh Hà Nam, Cộng hòa Nhân dân Trung Hoa. Huyện Ninh Lăng nằm trên cao nguyên Dự Đông. Huyện này có diện tích 785,7 km2. Thời nhà Hạ, Thương, Chu là Cát Bá, Hệ Bá, thời Xuân Thu gọi là Ninh Ấp, thời Chiến Quốc gọi là Tín Lăng, thời nhà Tần gọi là Ninh Lăng Thành, năm 122, Hán Vũ Đế lập huyện Ninh Lăng.